# Xã Saline, Quận Ralls, Missouri
Xã Saline (tiếng Anh: Saline Township) là một xã thuộc quận Ralls, tiểu bang Missouri, Hoa Kỳ. Năm 2010, dân số của xã này là 781 người.